# Alison Taylor (femme politique)
Alison Taylor est une personnalité politique britannique, membre du Parti travailliste écossais. Elle est députée de Paisley and Renfrewshire North depuis 2024.
Elle débute comme consultante avant de devenir professeure à la Stern School of Business et co-directrice d'Ethical-Systems.org. Elle est également membre de la Royal Institution of Chartered Surveyors avec une expérience comme arpenteuse agréée.
En 2024, elle remporte l'élection à Paisley et Renfrewshire North avec 19 561 voix.

## Biographie

### Carrière professionnelle
Après ses études d'économie foncière à l'université de Paisley, Alison Taylor commence sa carrière en tant que consultante pour des entreprises multinationales et travaille dans ce domaine pendant 25 ans. Elle fait face à des pressions, notamment dans la révision de rapports de diligence et l'accompagnement d'enquêteurs anti-corruption. 
Elle devient ensuite professeure à la Stern School of Business de l'université de New York, où elle dispense des cours de MBA sur la responsabilité professionnelle et les affaires. En parallèle, elle codirige Ethical-Systems.org, une organisation à but non lucratif qui relie les communautés académiques et commerciales.
Elle est membre de la Royal Institution of Chartered Surveyors. Elle travaille pendant 30 ans comme arpenteuse agréée.

### Carrière politique
En 2024, Alison Taylor, du Parti travailliste, remporte l'élection à Paisley et Renfrewshire North avec 19 561 voix, succédant à Gavin Newlands. Elle s'engage à rétablir la stabilité, favoriser la croissance économique, créer des emplois et augmenter les ressources pour les services publics. Elle souhaite également influencer les décisions en Écosse en tant que députée travailliste.

## Publication
- (en) Higher Ground: How Business Can Do the Right Thing in a Turbulent World, Harvard Business Review Press, 2024, 304 p. (ISBN 9781647823443)